# 030 T Ouest 1011 à 1114
Les 030 T 1011 à 1114 étaient des locomotives-tender construites pour l'ancienne Compagnie des chemins de fer de l'Ouest.

## Genèse
Cette série de locomotives commença par la construction de 4 machines en 1861 pour la traction dans la rampe de Saint Germain au Pecq.
Devant les bons résultats obtenus il fut décidé d'en poursuivre la construction et 10 machines supplémentaires furent livrées de 1866 à 1867. De 1873 à 1874 14 autres machines furent livrées mais avec une capacité en eau augmentée. Enfin de 1877 à 1885, il fut encore livré 76 machines supplémentaires, portant l'effectif de la série à 104 unités.

## Description
Les 030 de cette série sont des locomotives à simple expansion et deux cylindres. Elles sont munies de tiroirs plans et d'une distribution de type « Stephenson » à double excentrique.

## Utilisation et service
À l'origine ces locomotives furent étudiées pour la remorque de trains en ligne, ainsi les 14 premières machines devaient remplacer les 020 T Ouest 1 à 10 pour la remorque des trains dans la rampe 35 mm/m du Pecq à Saint-Germain-en-Laye et les 14 locomotives ayant les caisses à eau agrandies furent-elles affectées à la remorque des trains de marchandise sur la Ceinture de Paris.
Mais la Compagnie des chemins de fer de l'Ouest remarqua très rapidement l'aptitude de ces machines pour le service des manœuvres, d'où la prolongation de la série.
Lors du rachat par l'Administration des chemins de fer de l'État en 1908, les machines 1011 à 1114 sont réimmatriculées 30-601 à 30-704. Les machines 1001 à 1010 ne sont pas intégrées à cette série.
En 1914 la mise en service des 040 T État 40-001 à 40-143 conduisit à une dispersion des machines dans de nombreux dépôts et le déclassement des machines assurant le service en ligne vers celui des manœuvres.
En 1927 eut lieu la première radiation avec la 30-618. À partir de cette date les radiations se firent plus massives mais certaines machines connurent une seconde carrière auprès de sociétés privées, on trouve ainsi les 30-605 et 30-610 à la Compagnie de travaux Drouard .
En 1934 il ne restait déjà plus que 42 locomotives à l'inventaire. Mais les radiations s'arrêtèrent là et les rescapées bénéficièrent de modifications:
- remplacement de la porte de boîte à fumée par une ronde de type « État » à deux pentures
- application d'une véritable cabine de conduite en remplacement de la tôle qui servait d'abri
- remplacement du dôme sur certaines locomotives
- remplacement des soupapes de sûreté sur la chaudière

En 1938, à la création de la SNCF, elles sont réimmatriculées : 3-030 TA 601 à 704 malgré le fait qu'il ne reste que 41 unités.
Cette même année furent mutées sur la région Est les locomotives suivantes : 3-030 TA 652, 676 et 696 qui furent réimmatriculées 1-030 TC. La 1-030 TC 676 disparut dès 1941 et les deux autres machines le furent respectivement, en 1948 et en 1951, non sans avoir connu une nouvelle immatriculation avec la 1-030 TC 652 devenue la 1-030 TB 652 et la 1-030 TC 696 devenue la 1-030 TB 696.
En janvier 1939 la 3-030 TA 632 fut mutée sur la région Nord bientôt rejointe par la 3-030 TA 642 en octobre 1940. Ces deux locomotives furent réimmatriculées 2-030 TC 1 et 2 et la dernière, la 030 TC 1 disparut des effectifs en mai 1945 au dépôt de Bobigny.
Une ultime locomotive, la 3-030 TA 638, fut mutée, de nouveau sur la région Est, au milieu des années 50 vers le dépôt de Conflans - Jarny où elle sera réimmatriculée 1-030 TA 638 avant d'être radiée en 1957.
En 1950 l'inventaire n'était plus que de 29 locomotives mais en 1957 il ne restait plus que 13 unités du fait de la concurrence des 030 TU. En 1962 il ne restait que 4 locomotives mais bizarrement en 1966 l'effectif était remonté à 5 unités. La dernière machine fut la 3-030 TA 628 qui fut radiée le 30 décembre 1967 au dépôt de Thouars.
Malgré leur réforme certaines unités poursuivirent une carrière dans l'industrie privée.

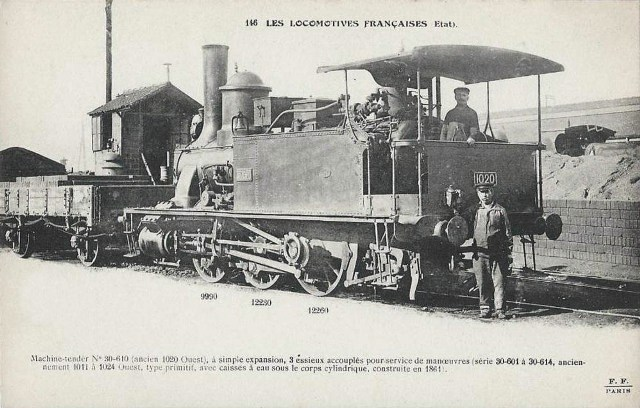
La 030T 1020.
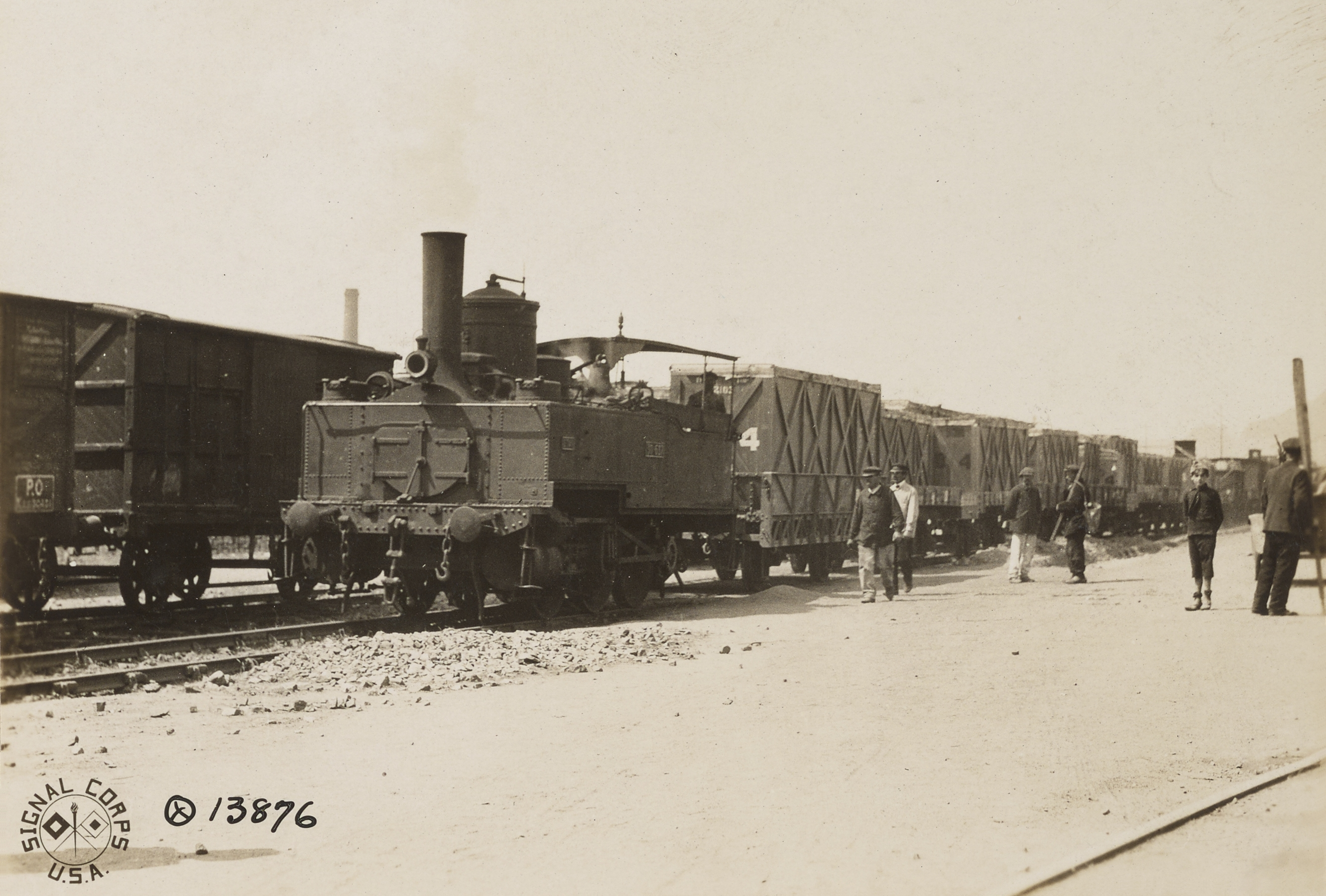
Une 030T manœuvrant un train de matériel militaire américain à Brest le 27 mai 1918.

## Préservation
La locomotive 3-030 TA 628, ex Ouest 1038, est préservée à la Cité du train de Mulhouse après avoir été restaurée par les Ateliers de Sotteville-Quatre-Mares.

## Caractéristiques
- Pression de la chaudière : 9 kg/cm2 ou 10 kg/cm2
- Diamètre et course des cylindres : 420 mm × 600 mm
- Surface de grille : 1,12 m2
- Surface de chauffe : 76,68 m2
- Diamètre des roues motrices : 1 300 mm
- Capacité des soutes à eau : de 3,1 m3 à 4,4 m3 selon les séries
- Capacité de la soute à charbon : ? t
- Masse à vide : 31,8 t
- Masse en ordre de marche : 35 t
- Longueur hors tout : 7,985 m
- Vitesse maxi en service : 45 km/h